# NGC 7807
NGC 7807 (другие обозначения — PGC 33, ESO 538-15) — галактика в созвездии Кит.
Этот объект входит в число перечисленных в оригинальной редакции «Нового общего каталога».